# Royale (Automarke)
Royale war eine britische Automarke.

## Markengeschichte
Rob Ryder und Jerry Grolin gründeten 1980 Ryder Automotive in Coventry. Ebenso werden die Firmen Ryder Design & Engineering und Ryder Designs genannt. Sie begannen mit der Produktion von Automobilen und Kits. Der Markenname lautete Royale. Zwei anderen Quellen beschreiben die Marke im Abschnitt Ryder. 1982 wurde das Unternehmen aufgelöst. Ein Modell wurde noch von anderen Unternehmen bis 1990 hergestellt. Insgesamt entstanden etwa 27 Exemplare.

## Fahrzeuge

### Modell Rembrandt
Dieses Modell wurde 1980 von Pelland übernommen. Es basierte auf dem VW Käfer. Allerdings war der Vierzylinder-Boxermotor weiter vorne, also direkt hinter den Sitzen als Mittelmotor platziert. 1982 endete die Produktion. Insgesamt entstanden etwa 15 Exemplare.
Dieses Modell wurde danach von 1982 bis 1985 von Graham Autos (Glassfibre) als Pelland, von 1985 bis 1990 von Listair Cars als Listair und von 1990 bis 1993 von Dash Sportscars als Dash produziert und vermarktet.

### Modell Royale
Dieses Modell gab es unter diesem Markennamen von 1981 bis 1990. Es ähnelte einem Morgan. Die Basis bildete das Fahrgestell vom VW Käfer mit Heckmotor. Insgesamt entstanden etwa zwölf Exemplare.
Graham Autos (Glassfibre) aus Carlisle von 1982 bis 1984, Sabre Cars aus Wallsend von 1984 bis 1987 und Fabrication Design aus Newcastle upon Tyne 1990 setzten die Produktion dieses Modells unter Beibehaltung des Markennamens fort.